# Lotta greco-romana ai Giochi della XVIII Olimpiade - Pesi massimi
La competizione della categoria pesi massimi (oltre 97 kg) di lotta greco-romana dei Giochi della XVIII Olimpiade si è svolta dal 16 al 19 ottobre 1964 alla Arena Nippon Budokan a Tokyo.

## Formato
Ad ogni incontro venivano assegnate le seguenti penalità:
- 0 = Al vincitore per schienata
- 1 = Al vincitore ai punti
- 2 = In caso di pareggio
- 3 = Allo sconfitto ai punti
- 4 = Allo sconfitto per schienata

Con sei penalità o più il lottatore veniva eliminato.

## Risultati
| Legenda                                  | Legenda |
| ---------------------------------------- | ------- |
| Lottatore con 6 penalità o più Eliminato |         |

### 1º Turno
Si è disputato il 16 ottobre
| Vincitore         | Pen. | Risultato  | Sconfitto          | Pen. |
| ----------------- | ---- | ---------- | ------------------ | ---- |
| Ştefan Stîngu     | 2    | = Parità = | Radoslav Kasabov   | 2    |
| Ragnar Svensson   | 1    | Ai Punti   | Bob Pickens        | 3    |
| Anatolij Roščin   | 0    | Schienata  | Taisto Kangasniemi | 4    |
| Petr Kment        | 1    | Ai Punti   | Hamit Kaplan       | 3    |
| István Kozma      | 0    | Schienata  | Tsuneharu Sugiyama | 4    |
| Wilfried Dietrich | 0    | Esentato   |                    |      |

### 2º Turno
Si è disputato il 17 ottobre
| Vincitore          | Pen. | Risultato | Sconfitto          | Pen. |
| ------------------ | ---- | --------- | ------------------ | ---- |
| Wilfried Dietrich  | 1    | Ai Punti  | Radoslav Kasabov   | 5    |
| Bob Pickens        | 3    | Schienata | Taisto Kangasniemi | 8    |
| Ragnar Svensson    | 2    | Ai Punti  | Ştefan Stîngu      | 5    |
| Anatolij Roščin    | 1    | Ai Punti  | Petr Kment         | 4    |
| István Kozma       | 0    | Ritirato  | Hamit Kaplan       | 7    |
| Tsuneharu Sugiyama | 4    | Esentato  |                    |      |

### 3º Turno
Si è disputato il 18 ottobre
| Vincitore         | Pen. | Risultato | Sconfitto          | Pen. |
| ----------------- | ---- | --------- | ------------------ | ---- |
| Wilfried Dietrich | 1    | Schienata | Tsuneharu Sugiyama | 8    |
| Ragnar Svensson   | 3    | Ai Punti  | Radoslav Kasabov   | 8    |
| Anatolij Roščin   | 1    | Schienata | Ştefan Stîngu      | 9    |
| Petr Kment        | 4    | Schienata | Bob Pickens        | 7    |
| István Kozma      | 0    | Esentato  |                    |      |

### 4º Turno
Si è disputato il 19 ottobre
| Vincitore       | Pen. | Risultato | Sconfitto         | Pen. |
| --------------- | ---- | --------- | ----------------- | ---- |
| István Kozma    | 1    | Ai Punti  | Wilfried Dietrich | 4    |
| Anatolij Roščin | 2    | Ai Punti  | Ragnar Svensson   | 6    |
| Petr Kment      | 4    | Esentato  |                   |      |

### 5º Turno
Si è disputato il 19 ottobre
| Vincitore       | Pen. | Risultato | Sconfitto         | Pen. |
| --------------- | ---- | --------- | ----------------- | ---- |
| István Kozma    | 1    | Schienata | Petr Kment        | 8    |
| Anatolij Roščin | 3    | Ai Punti  | Wilfried Dietrich | 7    |

### Finale
| Vincitore    | Pen. | Risultato  | Sconfitto       | Pen. |
| ------------ | ---- | ---------- | --------------- | ---- |
| István Kozma |      | = Parità = | Anatolij Roščin |      |

## Classifica finale
| Pos.    | Atleta             | Nazione          |
| ------- | ------------------ | ---------------- |
| Oro     | István Kozma       | Ungheria         |
| Argento | Anatolij Roščin    | Unione Sovietica |
| Bronzo  | Wilfried Dietrich  | Germania         |
| 4       | Petr Kment         | Cecoslovacchia   |
| 5       | Ragnar Svensson    | Svezia           |
| 6       | Bob Pickens        | Stati Uniti      |
| 7       | Radoslav Kasabov   | Bulgaria         |
| 7       | Tsuneharu Sugiyama | Giappone         |
| 9       | Ştefan Stîngu      | Romania          |
| 10      | Hamit Kaplan       | Turchia          |
| 11      | Taisto Kangasniemi | Finlandia        |